# Saou
Saou [su] (inoffiziell auch Saoû) ist eine französische Gemeinde mit 582 Einwohnern (Stand: 1. Januar 2022) im Département Drôme in der Region Auvergne-Rhône-Alpes. Sie gehört zum Kanton Dieulefit und zum Arrondissement Die. Die Bewohner werden Saôniens und Saôniennes genannt.
Saou wird von der vormaligen Route nationale 538 tangiert. Nachbargemeinden sind Soyans und La Répara-Auriples im Westen, Aouste-sur-Sye, Piégros-la-Clastre, Aubenasson und Saint-Sauveur-en-Diois im Norden, Chastel-Arnaud im Nordosten, La Chaudière im Osten sowie Bézaudun-sur-Bîne, Mornans und Francillon-sur-Roubion im Süden.
| Jahr                       | 1962 | 1968 | 1975 | 1982 | 1990 | 1999 | 2008 | 2016 | 2019 |
| -------------------------- | ---- | ---- | ---- | ---- | ---- | ---- | ---- | ---- | ---- |
| Einwohner                  | 419  | 431  | 354  | 364  | 378  | 409  | 514  | 556  | 567  |
| Quellen: Cassini und INSEE |      |      |      |      |      |      |      |      |      |

## Sehenswürdigkeiten
- Ruinen der Abtei Saint-Thiers aus dem 10. Jahrhundert
- Pfarrkirche Sainte-Marie, romanischer Stil, errichtet im 12. Jahrhundert an der Stelle einer früheren gallo-römischen Villa
- Belfried aus dem 16. Jahrhundert, seit 1926 als Monument historique eingeschrieben
- Festes Haus im Weiler La Tour, genannt Schloss Lastic, errichtet im ausgehenden 16. Jahrhundert, seit 1926 in Teilen als Monument historique eingeschrieben
- Donjon von Lastic aus dem 14. Jahrhundert, seit 1926 als Monument historique eingeschrieben
- Festes Haus im Weiler La Tour, genannt Schloss Eurre, 1586 während der Hugenottenkriege zerstört, am Ende des 16. Jahrhunderts wieder aufgebaut

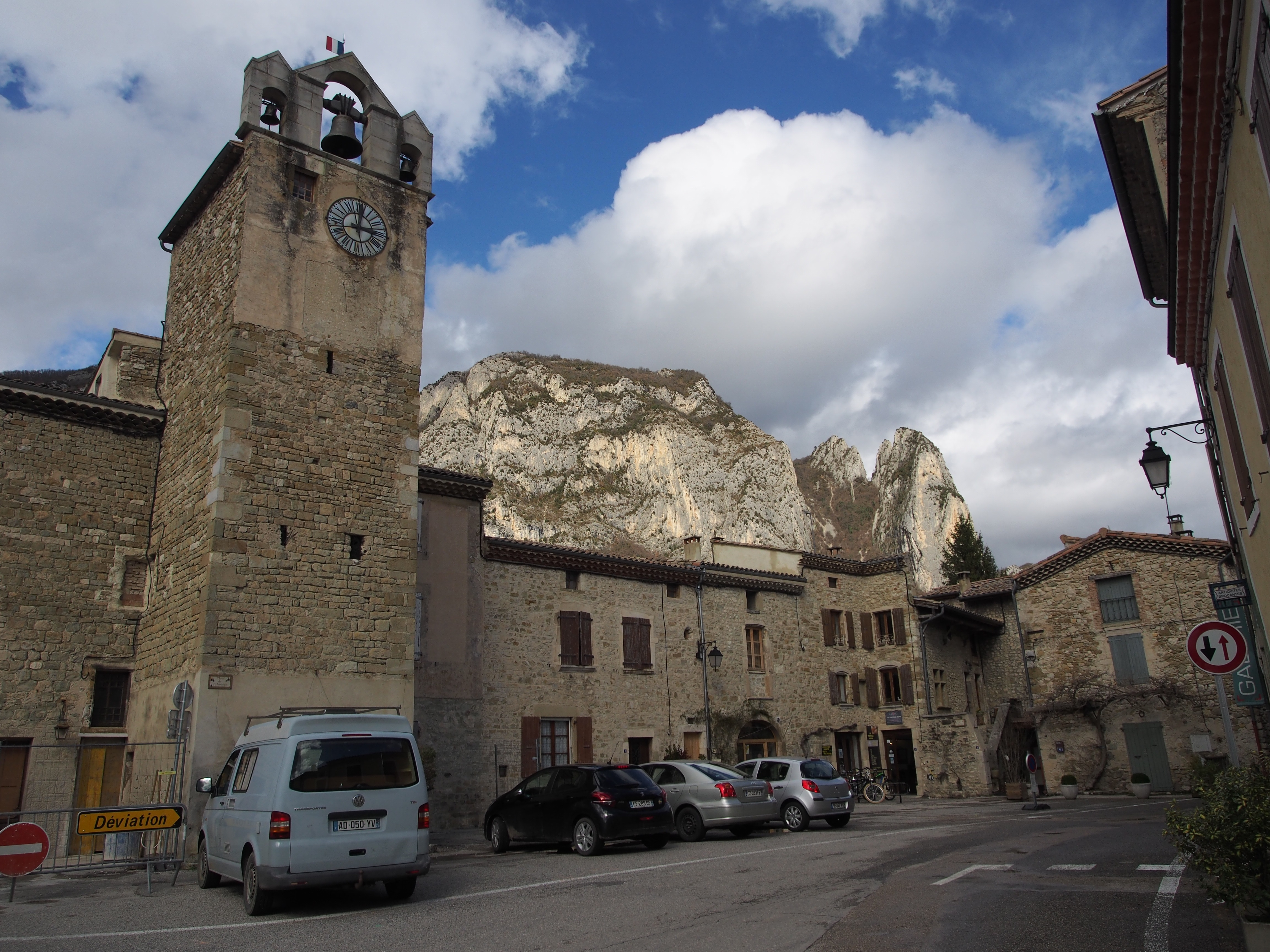
Kirche Sainte-Marie
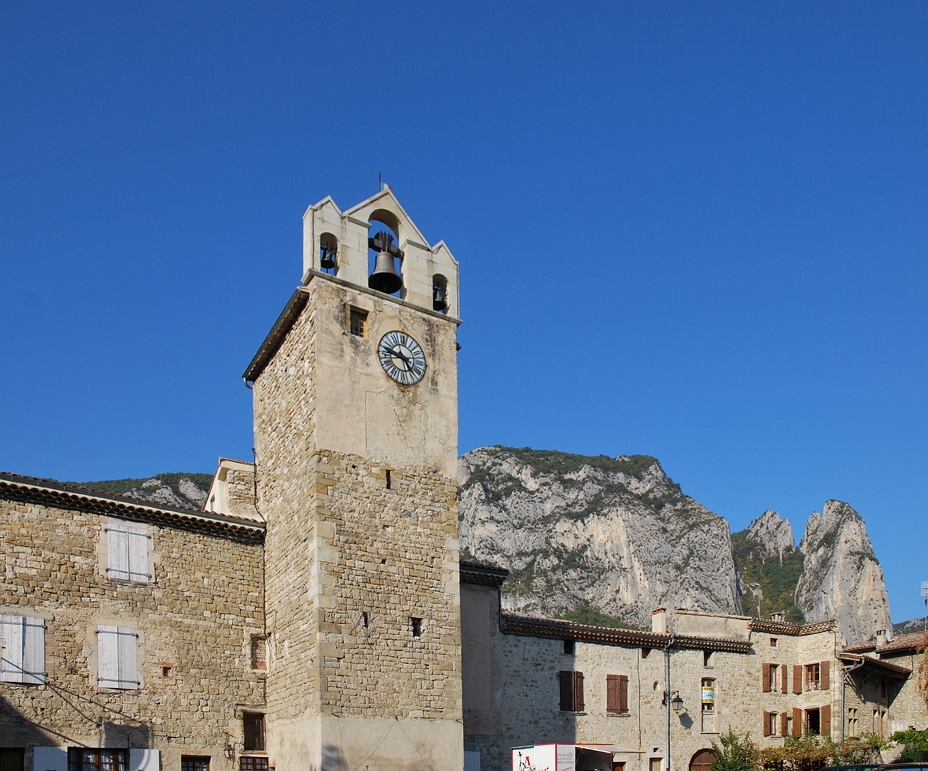
Belfried
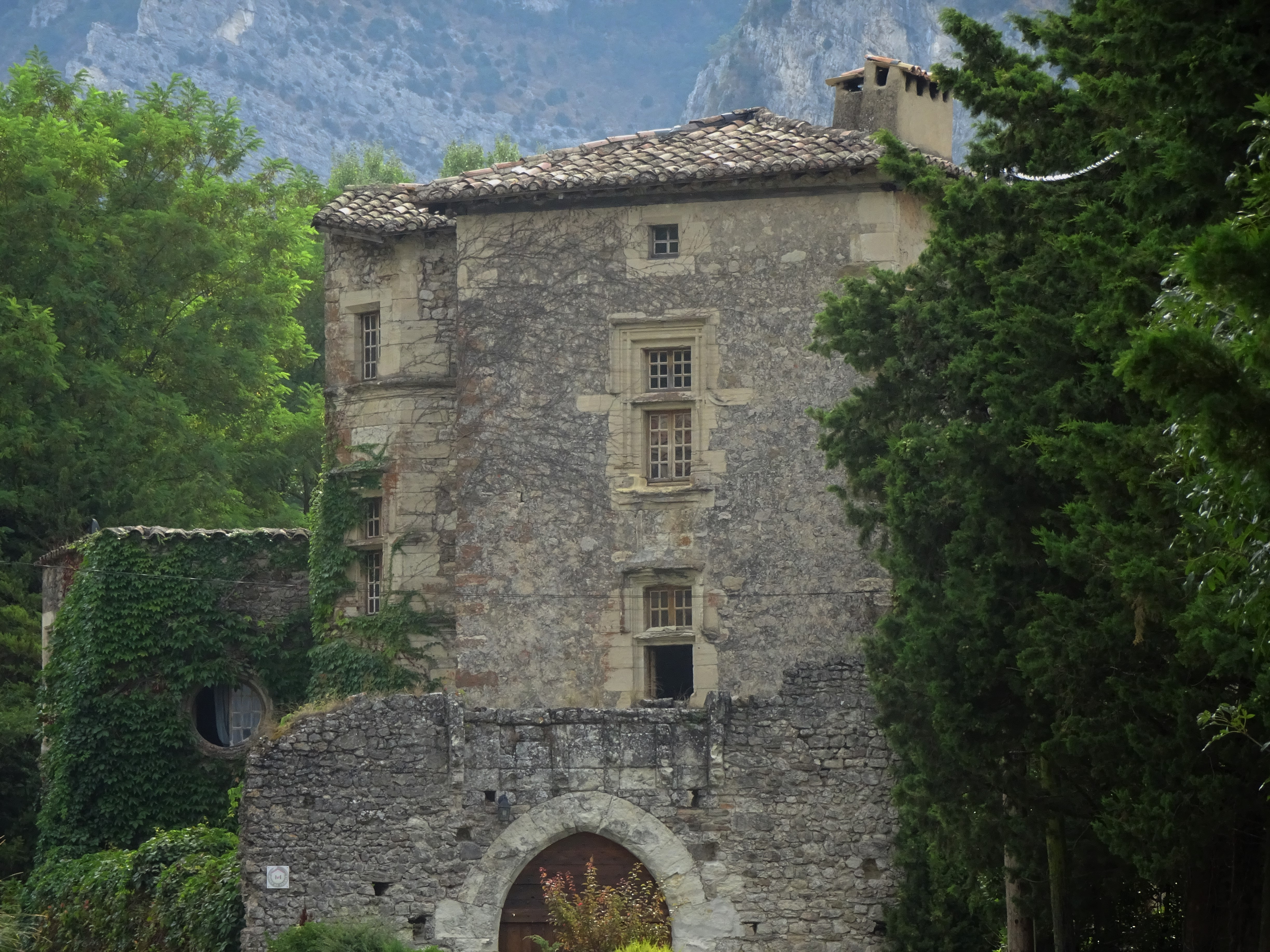
Donjon von Lastic
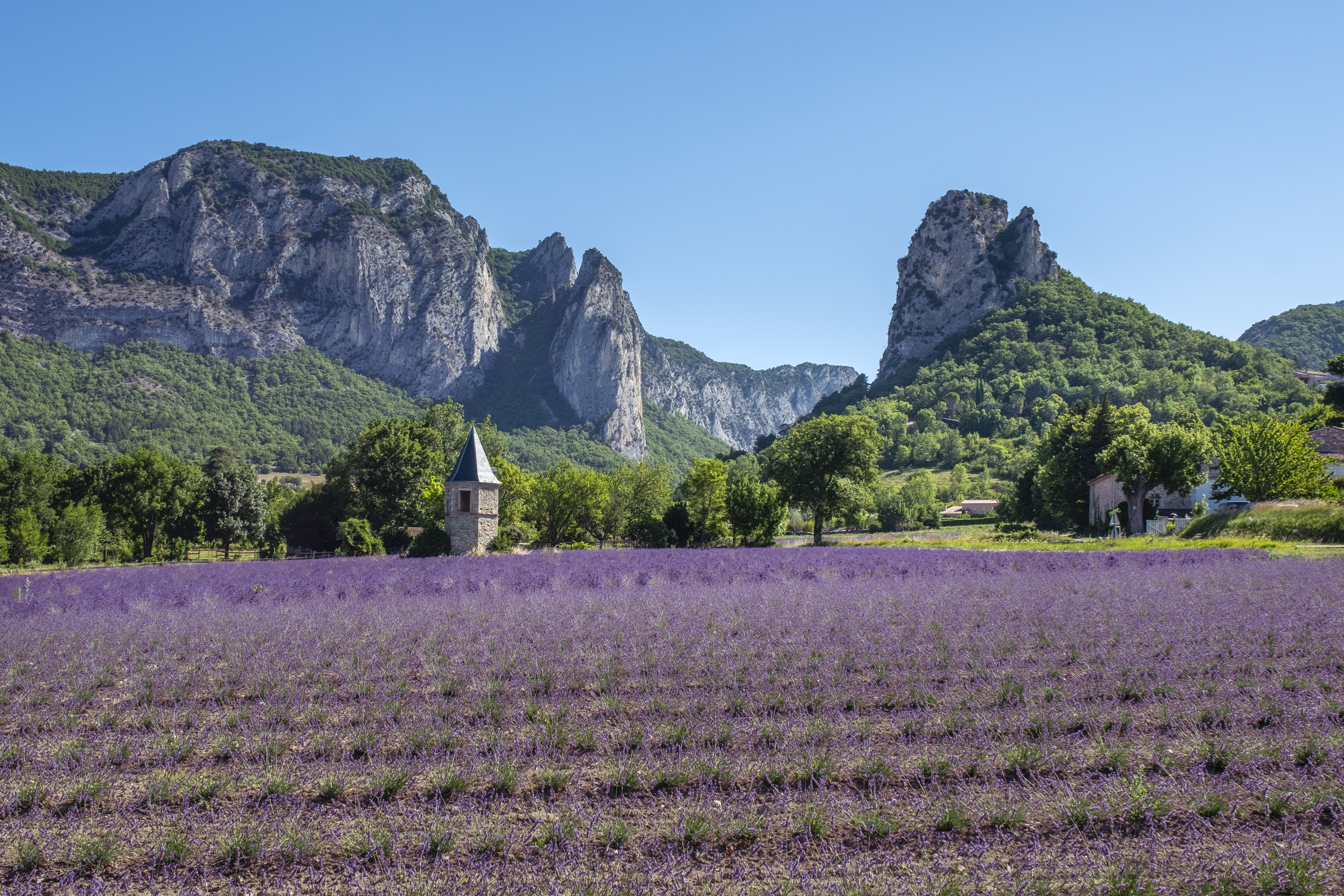
Lavendelfelder vor Saou
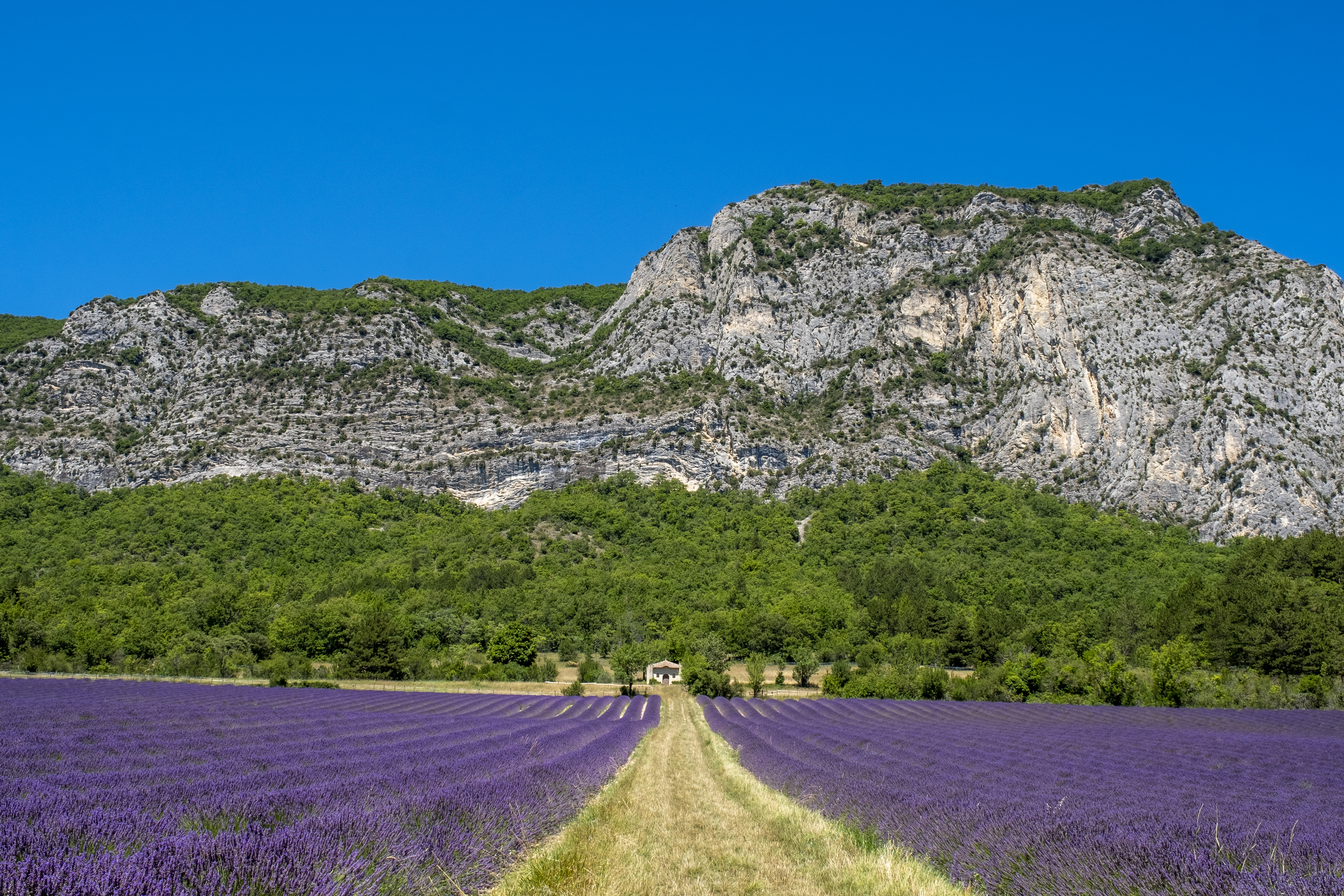
Saou – Lavendelfelder und Bergkulisse